# Brightlingsea
Brightlingsea este un oraș în comitatul Essex, regiunea East, Anglia. Orașul se află în districtul Tendring. 